# Chiesa di San Leonardo (Bessude)
La chiesa di San Leonardo è un edificio religioso situato a Bessude, centro abitato della Sardegna nord-occidentale.

È consacrata al culto cattolico e fa parte della parrocchia di San Martino, arcidiocesi di Sassari.
Antica parrocchiale del paese, la prima testimonianza della chiesa appare in una relazione del 12 marzo 1688 redatta da Sebastiano Solaris, segretario dell'arcivescovo turritano Giovanni Morillo y Velarde; gli elementi architettonici dell'edificio, in stile tardo gotico, portano però ad ascriverla al XV-XVI secolo.